# マイケル・V・ガッツォ
マイケル・V・ガッツォ（Michael V. Gazzo,  1923年4月5日 - 1995年2月14日）は、アメリカ合衆国の俳優である。

## 来歴

### 生い立ち
1923年、ニュージャージー州のヒルサイドに生まれる。イタリア系の家系だった。地元ニュージャージー州の高校を卒業後、第二次世界大戦がはじまるとアメリカ空軍へも従軍している。

### 芸歴
その後、麻薬中毒者をテーマにした舞台劇『夜を逃れて』を執筆し、ブロードウェイで上演された。この舞台が評判となり1955年と1956年にベン・ギャザラとシェリー・ウィンターズ主演で、359回の公演が行われている。また同作は1957年にフレッド・ジンネマン監督により同名タイトル『夜を逃れて』で映画化された。ちなみに主演のアンソニー・フランシオサはアカデミー主演男優賞にノミネートされているほか、ピーター・フォーク主演でテレビドラマ化もされている。
役者としてはテレビからキャリアをスタートさせ、1954年にノークレジットながら『波止場』で映画デビュー。その後も順調にキャリアを重ね、1974年に出演したフランシス・フォード・コッポラ監督の『ゴッドファーザー PART II』での演技が評価されてアカデミー助演男優賞へノミネートされた。晩年まで精力的に活動を続け、アーノルド・シュワルツェネッガー主演のアクションコメディ映画『ラスト・アクション・ヒーロー』などへも出演している。

### 死去
1995年、ロサンゼルスで脳梗塞のため死去。71歳だった。

## 出演作品

### 映画
- 波止場 On the Waterfront (1954)
- アダムのブルース/ 天才トランペッターの愛と挫折 A Man Called Adam (1966)
- Out of It (1969)
- The Gang That Couldn't Shoot Straight (1971)
- ゴッドファーザー PART II The Godfather: Part II (1974)
- 大強奪 Brinks: The Great Robbery (1974)
- ブラック・サンデー Black Sunday (1977)
- マッド・フィンガーズ Fingers (1978)
- キング・オブ・ジプシー King of the Gypsies (1978)
- チャールズ・ブロンソン/愛と銃弾 Love and Bullets (1979)
- The Fish That Saved Pittsburgh (1979)
- Beggarman, Thief (1979)
- サザンクロス／偽りの暗殺計画 Cuba Crossing (1980)
- アリゲーター Alligator (1980)
- 怒りのボーダー The Border (1980)
- 危険な情婦/ 暗黒街の高級クラブ Hoodlums (1980)
- 復活のテン・カウント Body and Soul (1981)
- ダーティハリー4 Sudden Impact (1983)
- キャノンボール2 Cannonball Run II (1984)
- 処刑都市 Fear City (1984)
- シシリアン・マフィア/ 血と復讐の詩 Il cugino americano (1986)
- 私のパパはマフィアの首領 Cookie (1989)
- ラスト・アクション・ヒーロー Last Action Hero (1993)
- ナッシング・トゥ・ルーズ Nothing to Lose (1994)

### テレビドラマ
- Suspense (1952)
- The Defenders (1964)
- 刑事コジャック Kojak (1975)
- エラリー・クイーン Ellery Queen (1976)
- セルピコ Serpico (1976)
- Welcome Back, Kotter (1976)
- 刑事スタスキー&ハッチ Starsky and Hutch (1977)
- 名探偵ジョーンズ Barnaby Jones (1977)
- 刑事バレッタ Baretta (1977)
- The Feather and Father Gang (1977)
- ゴッドファーザー・サガ The Godfather: A Novel for Television (1977)
- 刑事コロンボ Columbo (1978)
- 原子力超特急スーパートレイン Supertrain (1979)
- ファンタジー・アイランド Fantasy Island (1979)
- Taxi (1979)
- 私立探偵マグナム Magnum, P.I. (1981)
- 俺たち賞金稼ぎ!!フォール・ガイ The Fall Guy (1982)
- 女刑事キャグニー&レイシー Cagney & Lacey (1982)
- Partners in Crime (1984)
- Johnny Bago (1993)

### 原作・脚本
- 夜を逃れて A Hatful of Rain (1957)